# سیارک ۱۹۸۲۲
سیارک ۱۹۸۲۲ (به انگلیسی: 19822 Vonzielonka، نامگذاری:2000SK169) نوزده هزار و هشتصد و بیست و دومین سیارک کشف شده‌است که در ۲۳ سپتامبر ۲۰۰۰ کشف شد.
قدر مطلق سیارک برابر ۱۰.۲ است.